# Czesław Borowczyk (polityk)
Czesław Feliks Borowczyk (ur. 30 maja 1950 we Wrocławiu) – działacz związkowy i socjalistyczny.

## Życiorys
Od 1973 pracownik - monter maszyn elektrycznych Dolnośląskich Zakładach Wytwórczych Maszyn Elektrycznych Dolmel we Wrocławiu. 
Od 1980 był członkiem NSZZ „Solidarność” w Dolmelu we Wrocławiu. W okresie 1980–1981 był wiceprzewodniczącym Komisji Rewizyjnej związku w zakładzie. W grudniu 1981, był uczestnikiem strajku okupacyjnego. Internowany od 15 maja do 3 lipca 1982 w ośrodku w Grodkowie. Organizator i przewodniczący Tajnej Komisji Zakładowej NSZZ „Solidarność” w Dolmelu. Aresztowany 10 lutego 1984 na cztery miesiące bez wyroku. Uchylenie aresztu nastąpiło 2 sierpnia 1984 w wyniku amnestii. W tym czasie zwolniony z pracy w Dolmelu. Od 1986 był jawnym przedstawicielem Tajnej Komisji Zakładowej Dolmelu występujący w imieniu załogi.
W 1987 jeden z założycieli Polskiej Partii Socjalistycznej. Członek Centralnego Komitetu Wykonawczego PPS. Później członek Rady Naczelnej PPS-Rewolucja Demokratyczna. Wielokrotnie zatrzymywany i karany przez kolegium. Współpracownik pism „Nowa Lewica” i „Nasz Przegląd”. Znalazł się na liście osób, które zdaniem władz nie powinny uczestniczyć w rozmowach „Okrągłego Stołu”.
Aresztowany 5 maja 1988 wraz z Józefem Piniorem, Jolantą Skibą i Aleksandrą Saratą, za próbę organizowania strajku w Dolmelu. Zwolniony wraz z pozostałymi 24 czerwca 1988. W sierpniu ponownie aresztowany i zwolniony 3 października 1988. W jego obronie występowało szereg środowisk opozycyjnych w tym m.in. czechosłowacka Karta 77 i Václav Havel. Po procesie skazany w październiku 1988 na 1,5 roku pozbawienia wolności w zawieszeniu na 3 lat i 80 tys. zł. grzywny. W 1995 z inicjatywy posłów Koła Parlamentarnego PPS wyrok został uchylony.
Jeden z uczestników XXV Kongresu PPS w październiku 1990, na którym połączyły się wszystkie grupy PPS. Na kongresie tym został wybrany na wiceprzewodniczącego Centralnego Komitetu Wykonawczego PPS. Na początku lat dziewięćdziesiątych wycofał się z działalności politycznej.
W 2012 został odznaczony Krzyżem Oficerskim Orderu Odrodzenia Polski, a w 2023 Krzyżem Wolności i Solidarności.